# 1. divisjon 2013 (football americano)
La 1. divisjon 2013 è la 28ª edizione del campionato di football americano di primo livello, organizzato dalla NAIF.

## Squadre partecipanti
| Club                    | Città        | Stadio | Sponsor ufficiale | Risultato nella stagione 2012 |
| ----------------------- | ------------ | ------ | ----------------- | ----------------------------- |
| Bergen Storm            | Bergen       |        |                   |                               |
| Eidsvoll 1814's         | Eidsvoll     |        |                   |                               |
| Kristiansand Gladiators | Kristiansand |        |                   |                               |
| AFC Show                | Stavanger    |        |                   |                               |
| NTNUI Nidaros Domers    | Trondheim    |        |                   |                               |
| Oslo Vikings            | Oslo         |        |                   |                               |

## Stagione regolare

### Calendario

#### 1ª giornata
| 13 aprile 2013 | NTNUI Nidaros Domers | 14 – 42 | Eidsvoll 1814's |  |

| 13 aprile 2013 | Oslo Vikings | 26 – 12 | AFC Show |  |

| 14 aprile 2013 | Bergen Storm | 14 – 9 | Kristiansand Gladiators |  |

#### 2ª giornata
| 20 aprile 2013 | NTNUI Nidaros Domers | 16 – 13 | Bergen Storm |  |

| 20 aprile 2013 | Oslo Vikings | 13 – 16 | Eidsvoll 1814's |  |

#### 3ª giornata
| 27 aprile 2013 | Kristiansand Gladiators | 20 – 12 | AFC Show |  |

| 27 aprile 2013 | Bergen Storm | 26 – 37 | Eidsvoll 1814's |  |

#### 4ª giornata
| 4 maggio 2013 | Kristiansand Gladiators | 0 – 25 | Oslo Vikings |  |

| 5 maggio 2013 | AFC Show | 6 – 33 | NTNUI Nidaros Domers |  |

#### 5ª giornata
| 11 maggio 2013 | Eidsvoll 1814's | 23 – 13 | Bergen Storm |  |

| 12 maggio 2013 | Oslo Vikings | 14 – 10 | NTNUI Nidaros Domers |  |

#### 6ª giornata
| 25 maggio 2013 | NTNUI Nidaros Domers | 55 – 20 | Kristiansand Gladiators |  |

| 25 maggio 2013 | AFC Show | 34 – 27 | Bergen Storm |  |

#### 7ª giornata
| 1º giugno 2013 | NTNUI Nidaros Domers | 14 – 23 | AFC Show |  |

| 1º giugno 2013 | Eidsvoll 1814's | 41 – 20 | Oslo Vikings |  |

#### 8ª giornata
| 8 giugno 2013 | Kristiansand Gladiators | 26 – 27 | Eidsvoll 1814's |  |

| 8 giugno 2013 | Bergen Storm | 0 – 45 | Oslo Vikings |  |

#### 9ª giornata
| 15 giugno 2013 | Kristiansand Gladiators | 19 – 14 | NTNUI Nidaros Domers |  |

| 15 giugno 2013 | Eidsvoll 1814's | 28 – 7 | AFC Show |  |

#### 10ª giornata
| 22 giugno 2013 | AFC Show | 6 – 14 | Kristiansand Gladiators |  |

| 22 giugno 2013 | Oslo Vikings | 48 – 34 | Bergen Storm |  |

### Classifica
La classifica della regular season è la seguente:
- PCT = percentuale di vittorie, G = partite giocate, V = partite vinte,  P = partite perse, PF = punti fatti, PS = punti subiti

| Pos. | Squadra                 | PCT   | G | V | N | P | PF  | PS  |
| ---- | ----------------------- | ----- | - | - | - | - | --- | --- |
| 1    | Eidsvoll 1814's         | 1.000 | 7 | 7 | 0 | 0 | 207 | 93  |
| 2    | Oslo Vikings            | .714  | 7 | 5 | 0 | 2 | 193 | 113 |
| 3    | Kristiansand Gladiators | .571  | 7 | 4 | 0 | 3 | 129 | 139 |
| 4    | NTNUI Nidaros Domers    | .429  | 7 | 3 | 0 | 4 | 170 | 124 |
| 5    | AFC Show                | .286  | 7 | 2 | 0 | 5 | 100 | 162 |
| 6    | Bergen Storm            | .000  | 7 | 0 | 0 | 7 | 74  | 242 |

## Playoff

### Tabellone
|  | Semifinali | Semifinali              | Semifinali |                         |   | XXVIII NM-Finale | XXVIII NM-Finale | XXVIII NM-Finale |  |
|  |            |                         |            |                         |   |                  |                  |                  |  |
|  | 1          | Eidsvoll 1814's         | 12         |                         |   |                  |                  |                  |  |
|  | 1          | Eidsvoll 1814's         | 12         |                         |   |                  |                  |                  |  |
|  | 4          | NTNUI Nidaros Domers    | 10         |                         |   |                  |                  |                  |  |
|  | 4          | NTNUI Nidaros Domers    | 10         |                         | 1 | Eidsvoll 1814's  | 28               |                  |  |
|  |            |                         |            |                         | 1 | Eidsvoll 1814's  | 28               |                  |  |
|  |            |                         | 2          | Kristiansand Gladiators | 7 |                  |                  |                  |  |
|  | 3          | Kristiansand Gladiators | 2          | Kristiansand Gladiators | 7 | 25               |                  |                  |  |
|  | 3          | Kristiansand Gladiators |            |                         |   |                  |                  |                  |  |
|  | 2          | Oslo Vikings            | 7          |                         |   |                  |                  |                  |  |

### Semifinali
| 29 giugno 2013 | Eidsvoll 1814's | 12 – 10 | NTNUI Nidaros Domers |  |

| 29 giugno 2013 | Oslo Vikings | 7 – 25 | Kristiansand Gladiators |  |

### XXVIII NM Finale
| 6 luglio 2013 | Eidsvoll 1814's | 28 – 7 | Kristiansand Gladiators |  |

## Verdetti
- Eidsvoll 1814's Campioni della Norvegia 2013